# Иловка (Томская область)
И́ловка — село в Зырянском районе Томской области, Россия. Входит в состав Чердатского сельского поселения.

## География
Село расположено на севере Зырянского района, недалеко от административных границ с Первомайским и Тегульдетским районами. Иловка находится на берегу реки Чичка, среди её изгибов. С востока к селу примыкает трасса Больше-Дорохово—Зырянское—Тегульдет.

## Население
| 1926 | 2002 | 2010 | 2012 | 2013 | 2014 | 2015 |
| ---- | ---- | ---- | ---- | ---- | ---- | ---- |
| 1436 | ↘413 | ↘350 | ↗355 | ↘346 | ↘334 | ↘328 |
| 2016 | 2021 |      |      |      |      |      |
| ↘321 | ↘311 |      |      |      |      |      |

## Социальная сфера и экономика
В селе есть школа — Иловский филиал муниципального общеобразовательного учреждения «Чердатская средняя общеобразовательная школа», Дом культуры, библиотека, почта и два продуктово-хозяйственных магазина. В 2019 году напротив школы построили ФАП.
Основа местной экономической жизни — подсобное сельское хозяйство. Агрокомплекс из Богословки владеет иловскими полями и обрабатывает их. Некоторые жители Иловки работают на этом предприятии в Богословке.

## Известные уроженцы
В селе родились:
- Иван Михайлович Недыбин — командир Красной Армии, участник Великой Отечественной войны, кавалер орденов Славы и Красного Знамени;
- Леонид Васильевич Забелин — советский государственный деятель, инженер, учёный-химик, лауреат Ленинской премии.